# Unzukul
Unzukul (russisch Унцуку́ль, awarisch Унсоколо) ist ein Dorf (selo) in der Republik Dagestan in Russland mit 6274 Einwohnern (Stand 14. Oktober 2010).

## Geographie

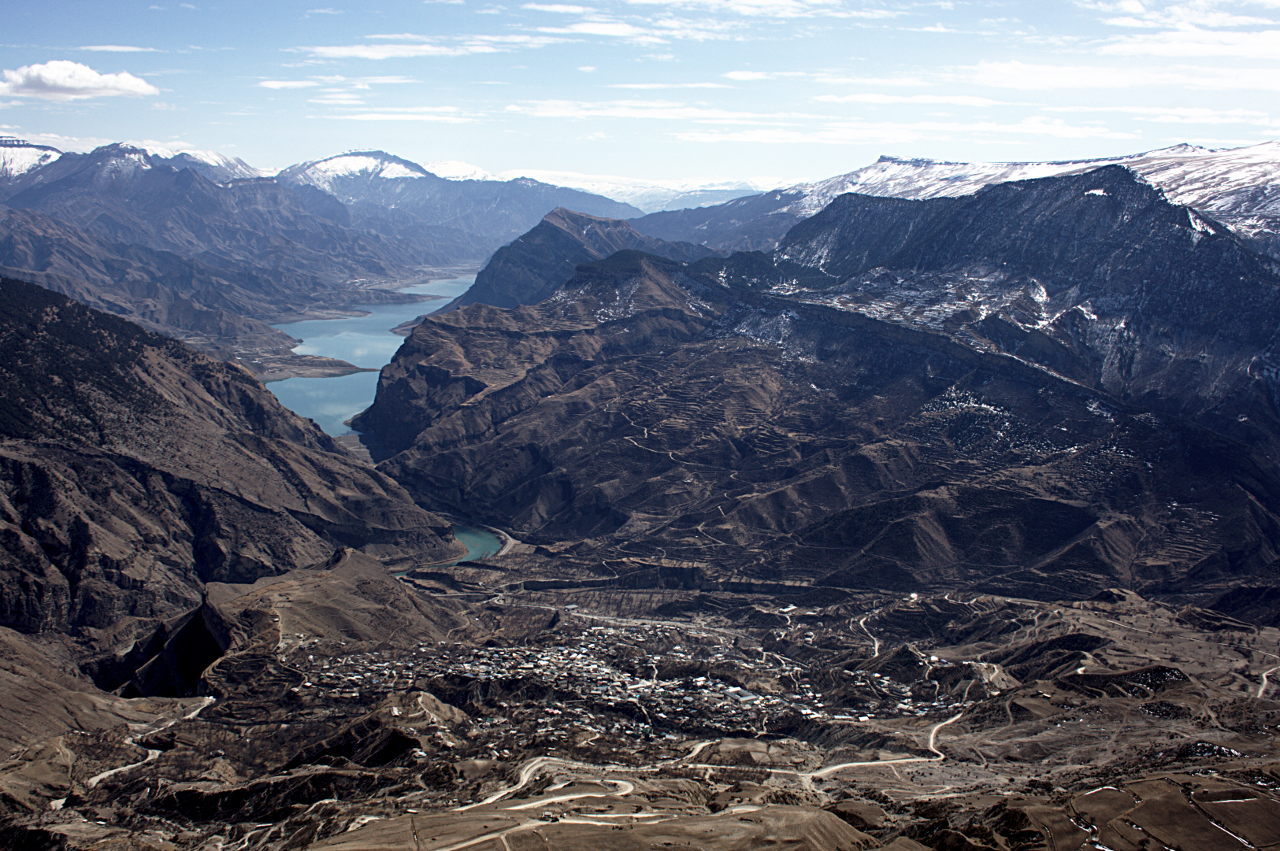
Blick über Unzukul auf den Irganai-Stausee des Awarskoje Koisu

Der Ort liegt gut 60 km Luftlinie südwestlich der Republikhauptstadt Machatschkala im nordöstlichen Teil des Großen Kaukasus. Er befindet sich hoch über dem linken Ufer des Flusses Awarskoje Koisu, der einige Kilometer flussaufwärts zum Irganai-Stausee angestaut ist.
Unzukul ist Verwaltungszentrum des Rajons Unzukulski sowie Sitz der Landgemeinde (selskoje posselenije) Unzukulski selsowet, zu der außerdem das 8 km südöstlich unweit der eigenständigen Siedlung Schamilkala gelegene Dorf Chintlimita gehört. Das Dorf ist fast ausschließlich von Awaren besiedelt.

## Geschichte
Das Dorf ist seit dem 17. Jahrhundert bekannt und war bis zum Kaukasuskrieg, als sich die russische Herrschaft über die Region konsolidierte, eines der Zentren einer de facto unabhängigen awarischen Dorfgemeinschaft im Tal des Awarskoje Koisu. Ab der zweiten Hälfte des 19. Jahrhunderts war es Sitz einer der vier Unterteilungen des Awarischen Okrugs (Awarski okrug) der Oblast Dagestan. Am 23. Januar 1935 wurde Unzukul Verwaltungssitz des neu geschaffenen, nach ihm benannten Rajons.

### Bevölkerungsentwicklung
| Jahr | Einwohner |
| ---- | --------- |
| 1939 | 2606      |
| 1959 | 2636      |
| 1970 | 3284      |
| 1979 | 3507      |
| 1989 | 3879      |
| 2002 | 5523      |
| 2010 | 6274      |

Anmerkung: Volkszählungsdaten

## Verkehr
Unzukul liegt an der Regionalstraße 82K-023, die vom Tal des Awarskoje Koisu vorbei an Schamilkala und dem Damm des Irganai-Stausees kommend weiter in nordöstlicher Richtung in das Tal des Andijskoje Koisu führt. In nordöstlicher Richtung besteht beim Dorf Gimry Anschluss an die 82K-038, die seit der Eröffnung des 4,3 Kilometer langen Gimrinski-Tunnels für den regulären Betrieb 2012 eine neue Direktverbindung in die 30 km nordöstlich gelegene Stadt Buinaksk darstellt, von dort weiter Richtung Machatschkala. In Buinaksk befindet sich auch die nächstgelegene Bahnstation, Endpunkt einer Nebenstrecke von Schamchal bei Machatschkala.

## Söhne und Töchter des Ortes
- Magomed-Ali Dachadajew (1882–1918), Revolutionär